# Barbora Krejčíková
| Posities op de WTA-ranglijst Positie per einde seizoen: \| jaar \| rang enkelspel \| rang dubbelspel \| \| ---- \| -------------- \| --------------- \| \| 2011 \| 895 \| 827 \| \| 2012 \| 608 \| 614 \| \| 2013 \| 376 \| 352 \| \| 2014 \| 187 \| 121 \| \| 2015 \| 187 \| 87 \| \| 2016 \| 251 \| 26 \| \| 2017 \| 126 \| 54 \| \| 2018 \| 203 \| 1 \| \| 2019 \| 135 \| 13 \| \| 2020 \| 65 \| 7 \| \| 2021 \| 5 \| 2 \| \| 2022 \| 21 \| 3 \| \| 2023 \| 10 \| 13 \| |                |                 |
| jaar | rang enkelspel | rang dubbelspel |
| 2011 | 895            | 827             |
| 2012 | 608            | 614             |
| 2013 | 376            | 352             |
| 2014 | 187            | 121             |
| 2015 | 187            | 87              |
| 2016 | 251            | 26              |
| 2017 | 126            | 54              |
| 2018 | 203            | 1               |
| 2019 | 135            | 13              |
| 2020 | 65             | 7               |
| 2021 | 5              | 2               |
| 2022 | 21             | 3               |
| 2023 | 10             | 13              |

Barbora Krejčíková (Brno, 18 december 1995) is een tennisspeelster uit Tsjechië. Krejčíková begon met tennis toen zij zes jaar oud was. Haar favoriete ondergrond is gravel en hardcourt. Zij speelt rechtshandig en heeft een tweehandige backhand. Zij is actief in het internationale tennis sinds 2010.

## Loopbaan

### Junioren
In 2013 bereikte Krejčíková de meisjesdubbelspelfinale op alle vier grandslamtoernooien. Zij won drie van de vier: Roland Garros 2013, Wimbledon 2013 en US Open 2013, alle drie samen met landgenote Kateřina Siniaková.

### Enkelspel
Krejčíková debuteerde in 2010 op het ITF-toernooi van Piešťany (Slowakije). Zij stond in 2011 voor het eerst in een finale, op het ITF-toernooi van Osijek (Kroatië) – zij verloor van de Kroatische Petra Šunić. In 2012 veroverde Krejčíková haar eerste titel, op het ITF-toernooi van Dubrovnik (Kroatië), door de Russin Polina Leykina te verslaan. Tot op heden(juli 2024) won zij veertien ITF-titels, de meest recente in 2019 in Staré Splavy (Tsjechië).
In 2014 kwalificeerde Krejčíková zich voor het eerst voor een WTA-hoofdtoernooi, op het toernooi van Québec. Zij bereikte er de tweede ronde. Zij stond in 2017 voor het eerst in een WTA-finale, op het toernooi van Neurenberg – zij verloor van de Nederlandse Kiki Bertens.
In maart 2021 bereikte Krejčíková de finale van het WTA 1000-toernooi van Dubai – in de eindstrijd verloor zij van de Spaanse Garbiñe Muguruza. Hiermee kwam zij binnen in de top 40 van de wereldranglijst. In mei veroverde zij haar eerste WTA-titel, op het toernooi van Straatsburg, door de Roemeense Sorana Cîrstea te verslaan. In juni won Krejcíková het toernooi van Roland Garros door de Russin Anastasija Pavljoetsjenkova te verslaan. In juli volgde haar derde titel, op het WTA-toernooi van Praag. In augustus 2021 kwam zij binnen in de top tien van de wereldranglijst, en in september in de top vijf.
In oktober 2022 won Krejčíková haar vierde WTA-titel, in Tallinn – de week erna volgde de vijfde, op het WTA-toernooi van Ostrava waar zij in de eindstrijd het mondiale nummer één Iga Świątek versloeg.
In februari 2023 won Krejčíková haar zesde WTA-titel, in Dubai, waar zij nogmaals de ranglijstleider Iga Świątek in de finale versloeg. Door alle drie speelsters aan de top van de wereldranglijst te kloppen, werd Krejčíková de vijfde speelster in de ranglijstgeschiedenis van de WTA die de gehele top drie binnen één toernooi versloeg. Eerder werd dit gepresteerd door Steffi Graf (Roland Garros 1999), Serena Williams (WTA-toernooi van Miami 2002), Venus Williams (WTA Tour Championships 2008) en Aryna Sabalenka (WTA Finals 2022). In september won zij haar zevende titel op het WTA-toernooi van San Diego.
In de eerste helft van 2024 zakte Krejčíková, als gevolg van een hardnekkige rugblessure, naar plaats 32 van de wereldranglijst. In juli won zij haar tweede grandslamtitel op Wimbledon, haar achtste titel in totaal – in de finale versloeg zij de Italiaanse Jasmine Paolini. Daarmee kwam zij terug in de top tien.
Haar hoogste notering op de WTA-ranglijst is de tweede plaats, die zij bereikte in februari 2022.

### Dubbelspel
Krejčíková behaalde aanvankelijk in het dubbelspel betere resultaten dan in het enkelspel. Zij debuteerde in 2010 op het ITF-toernooi van Piešťany (Slowakije) samen met de Oekraïense Marta Hnatyshyn. Zij stond in 2011 voor het eerst in een finale, op het ITF-toernooi van Osijek (Kroatië), samen met landgenote Aneta Dvořáková – hier veroverde zij haar eerste titel, door het duo Diana Bogoliy en Alena Tarasova te verslaan. Tot op heden(juli 2024) won zij negentien ITF-titels, de laatste in 2017 in Mornington (Australië).
In 2014 speelde Krejčíková voor het eerst op een WTA-hoofdtoernooi, op het toernooi van Bad Gastein, samen met landgenote Kateřina Siniaková. Zij stond in 2014 voor het eerst in een WTA-finale, op het toernooi van Luxemburg, samen met landgenote Lucie Hradecká – zij verloren echter van het koppel Timea Bacsinszky en Kristina Barrois. In september 2015 won Krejčíková haar eerste WTA-dubbelspeltoernooi op het toernooi van Québec, samen met de Belgische An-Sophie Mestach. Kort daarop volgde een tweede overwinning op het toernooi van Limoges, samen met de Luxemburgse Mandy Minella. Tot op heden(juli 2024) won zij negentien WTA-titels, waarvan zestien met landgenote Kateřina Siniaková.
Samen met Kateřina Siniaková won zij in 2018 twee grandslamtoernooien: Roland Garros en Wimbledon. In 2021 won zij, nog steeds met Siniaková aan haar zijde, haar derde grandslamtitel, op Roland Garros, de gouden medaille op de Olympische spelen in Tokio, alsmede de kampioenstitel op het eindejaarstoernooi van de WTA.
In januari 2022 won Krejčíková haar vierde grandslamtitel in het dubbelspel, op het Australian Open, nog steeds samen met Siniaková. In juli volgde de vijfde, op Wimbledon, en in september de zesde, op het US Open, steeds met dezelfde partner.
In januari 2023 wonnen Siniaková en Krejčíková op het Australian Open hun zevende grandslamtitel. Op Roland Garros faalden zij echter meteen in de eerste ronde. In juni won Krejčíková in Birmingham een WTA-dubbelspeltitel met de Oekraïense Marta Kostjoek – dit was haar eerste titel sinds 2015 met een andere partner dan Siniaková. Terug met haar landgenote won zij in september het WTA-toernooi van San Diego.
Na de WTA Finals 2023 besloten de Tsjechische dames om niet meer samen te spelen, omdat zij een andere wending in hun loopbaan wensten. Maar met het oog op de Olympische spelen achtten zij het toch wel raadzaam om weer even samen te oefenen. Dat deden zij op het WTA-toernooi van Praag, waar zij meteen hun zeventiende gezamenlijke titel wonnen, de twintigste in totaal voor Krejčíková.
Haar hoogste notering op de WTA-ranglijst is de eerste plaats, die zij bereikte in oktober 2018 en die zij laatstelijk nog bezette in oktober 2021.

#### Gemengd dubbelspel
Samen met de Amerikaan Rajeev Ram won Krejčíková het Australian Open 2019. Een jaar later verlengde zij haar titel, met de Kroaat Nikola Mektić aan haar zijde. Terug met Ram won zij in 2021 dit toernooi voor de derde keer op rij.

### Tennis in teamverband
In de periode 2019–2023 maakte Krejčíková deel uit van het Tsjechische Fed Cup-team – zij behaalde daar een winst/verlies-balans van 5–5.

## Palmares
| Legenda                 |
| ----------------------- |
| Grandslamtoernooi       |
| Olympische Spelen       |
| Year-End Championships  |
| Premier Mandatory       |
| Premier Five / WTA 1000 |
| Premier / WTA 500       |
| International / WTA 250 |
| Challenger / WTA 125    |

### Overwinningen op een regerend nummer 1
Krejčíková heeft tot op heden tweemaal een partij tegen een op dat ogenblik heersend leider van de wereldranglijst gewonnen (peildatum 26 februari 2023):
| nr. | datum      | toernooi    | ronde  | tegenstandster | score         |         |
| --- | ---------- | ----------- | ------ | -------------- | ------------- | ------- |
| 1.  | 2022-10-09 | WTA Ostrava | finale | Iga Świątek    | 5-7, 7-6, 6-3 | details |
| 2.  | 2023-02-25 | WTA Dubai   | finale | Iga Świątek    | 6-4, 6-2      | details |

### WTA-finaleplaatsen enkelspel
| nr.              | finale     | toernooi        | ondergrond    | tegenstandster              | score         |         |
| ---------------- | ---------- | --------------- | ------------- | --------------------------- | ------------- | ------- |
| gewonnen finales |            |                 |               |                             |               |         |
| 1.               | 2021-05-29 | WTA Straatsburg | gravel        | Sorana Cîrstea              | 6-3, 6-3      | details |
| 2.               | 2021-06-12 | Roland Garros   | gravel        | Anastasija Pavljoetsjenkova | 6-1, 2-6, 6-4 | details |
| 3.               | 2021-07-18 | WTA Praag       | hardcourt     | Tereza Martincová           | 6-2, 6-0      | details |
| 4.               | 2022-10-01 | WTA Tallinn     | hardcourt (i) | Anett Kontaveit             | 6-2, 6-3      | details |
| 5.               | 2022-10-09 | WTA Ostrava     | hardcourt (i) | Iga Świątek                 | 5-7, 7-6, 6-3 | details |
| 6.               | 2023-02-25 | WTA Dubai       | hardcourt     | Iga Świątek                 | 6-4, 6-2      | details |
| 7.               | 2023-09-16 | WTA San Diego   | hardcourt     | Sofia Kenin                 | 6-4, 2-6, 6-4 | details |
| 8.               | 2024-07-13 | Wimbledon       | gras          | Jasmine Paolini             | 6-2, 2-6, 6-4 | details |
| verloren finales |            |                 |               |                             |               |         |
| 1.               | 2017-05-27 | WTA Neurenberg  | gravel        | Kiki Bertens                | 2-6, 1-6      | details |
| 2.               | 2021-03-13 | WTA Dubai       | hardcourt     | Garbiñe Muguruza            | 6-7, 3-6      | details |
| 3.               | 2022-01-15 | WTA Sydney      | hardcourt     | Paula Badosa                | 3-6, 6-4, 6-7 | details |
| 4.               | 2023-06-25 | WTA Birmingham  | gras          | Jeļena Ostapenko            | 6-7, 4-6      | details |
| 5.               | 2023-10-15 | WTA Zhengzhou   | hardcourt     | Zheng Qinwen                | 6-2, 2-6, 4-6 | details |

### WTA-finaleplaatsen vrouwendubbelspel
| nr.              | finale     | toernooi            | ondergrond    | partner            | tegenstandsters                         | score             |         |
| ---------------- | ---------- | ------------------- | ------------- | ------------------ | --------------------------------------- | ----------------- | ------- |
| gewonnen finales |            |                     |               |                    |                                         |                   |         |
| 01.              | 2015-09-20 | WTA Québec          | tapijt (i)    | An-Sophie Mestach  | María Irigoyen Paula Kania              | 4-6, 6-3, [12-10] | details |
| 02.              | 2015-11-15 | WTA Limoges         | hardcourt (i) | Mandy Minella      | Margarita Gasparjan Oksana Kalasjnikova | 1-6, 7-5, [10-6]  | details |
| 03.              | 2018-06-10 | Roland Garros       | gravel        | Kateřina Siniaková | Eri Hozumi Makoto Ninomiya              | 6-3, 6-3          | details |
| 04.              | 2018-07-14 | Wimbledon           | gras          | Kateřina Siniaková | Nicole Melichar Květa Peschke           | 6-4, 4-6, 6-0     | details |
| 05.              | 2019-08-11 | WTA Toronto         | hardcourt     | Kateřina Siniaková | Anna-Lena Grönefeld Demi Schuurs        | 7-5, 6-0          | details |
| 06.              | 2019-10-13 | WTA Linz            | hardcourt (i) | Kateřina Siniaková | Barbara Haas Xenia Knoll                | 6-4, 6-3          | details |
| 07.              | 2020-01-11 | WTA Shenzhen        | hardcourt     | Kateřina Siniaková | Duan Yingying Zheng Saisai              | 6-2, 3-6, [10-4]  | details |
| 08.              | 2021-02-07 | WTA Melbourne       | hardcourt     | Kateřina Siniaková | Chan Hao-ching Latisha Chan             | 6-3, 7-6          | details |
| 09.              | 2021-05-08 | WTA Madrid          | gravel        | Kateřina Siniaková | Gabriela Dabrowski Demi Schuurs         | 6-4, 6-3          | details |
| 10.              | 2021-06-13 | Roland Garros       | gravel        | Kateřina Siniaková | Bethanie Mattek-Sands Iga Świątek       | 6-4, 6-2          | details |
| 11.              | 2021-08-01 | O.S. Tokio          | hardcourt     | Kateřina Siniaková | Belinda Bencic Viktorija Golubic        | 7-5, 6-1          | details |
| 12.              | 2021-11-17 | WTA Finals          | hardcourt     | Kateřina Siniaková | Hsieh Su-wei Elise Mertens              | 6-3, 6-4          | details |
| 13.              | 2022-01-30 | Australian Open     | hardcourt     | Kateřina Siniaková | Anna Danilina Beatriz Haddad Maia       | 6-7, 6-4, 6-4     | details |
| 14.              | 2022-07-10 | Wimbledon           | gras          | Kateřina Siniaková | Elise Mertens Zhang Shuai               | 6-2, 6-4          | details |
| 15.              | 2022-09-11 | US Open             | hardcourt     | Kateřina Siniaková | Caty McNally Taylor Townsend            | 3-6, 7-5, 6-1     | details |
| 16.              | 2023-01-29 | Australian Open     | hardcourt     | Kateřina Siniaková | Shuko Aoyama Ena Shibahara              | 6-4, 6-3          | details |
| 17.              | 2023-03-18 | WTA Indian Wells    | hardcourt     | Kateřina Siniaková | Beatriz Haddad Maia Laura Siegemund     | 6-1, 6-7, [10-7]  | details |
| 18.              | 2023-06-25 | WTA Birmingham      | gras          | Marta Kostjoek     | Storm Hunter Alycia Parks               | 6-2, 7-6          | details |
| 19.              | 2023-09-16 | WTA San Diego       | hardcourt     | Kateřina Siniaková | Danielle Collins Coco Vandeweghe        | 6-1, 6-4          | details |
| 20.              | 2024-07-26 | WTA Praag           | gravel        | Kateřina Siniaková | Bethanie Mattek-Sands Lucie Šafářová    | 6-3, 6-3          | details |
| verloren finales |            |                     |               |                    |                                         |                   |         |
| 01.              | 2014-10-18 | WTA Luxemburg       | hardcourt (i) | Lucie Hradecká     | Timea Bacsinszky Kristina Barrois       | 6-3, 4-6, [4-10]  | details |
| 02.              | 2016-02-14 | WTA Sint-Petersburg | hardcourt (i) | Vera Doesjevina    | Martina Hingis Sania Mirza              | 3-6, 1-6          | details |
| 03.              | 2017-07-30 | WTA Båstad          | gravel        | María Irigoyen     | Quirine Lemoine Arantxa Rus             | 6-3, 3-6, [8-10]  | details |
| 04.              | 2018-01-06 | WTA Shenzhen        | hardcourt     | Kateřina Siniaková | Irina-Camelia Begu Simona Halep         | 6-1, 1-6, [8-10]  | details |
| 05.              | 2018-04-01 | WTA Miami           | hardcourt     | Kateřina Siniaková | Ashleigh Barty Coco Vandeweghe          | 2-6, 1-6          | details |
| 06.              | 2018-10-28 | WTA Finals          | hardcourt (i) | Kateřina Siniaková | Tímea Babos Kristina Mladenovic         | 4-6, 5-7          | details |
| 07.              | 2019-03-16 | WTA Indian Wells    | hardcourt     | Kateřina Siniaková | Elise Mertens Aryna Sabalenka           | 3-6, 2-6          | details |
| 08.              | 2020-02-22 | WTA Dubai           | hardcourt     | Zheng Saisai       | Hsieh Su-wei Barbora Strýcová           | 5-7, 6-3, [5-10]  | details |
| 09.              | 2021-02-19 | Australian Open     | hardcourt     | Kateřina Siniaková | Elise Mertens Aryna Sabalenka           | 2-6, 3-6          | details |
| 10.              | 2022-11-07 | WTA Finals          | hardcourt (i) | Kateřina Siniaková | Veronika Koedermetova Elise Mertens     | 2-6, 6-4, [9-11]  | details |
| 11.              | 2024-05-05 | WTA Madrid          | gravel        | Laura Siegemund    | Cristina Bucșa Sara Sorribes Tormo      | 0-6, 2-6          | details |

### Finaleplaatsen gemengd dubbelspel
| nr.              | finale     | toernooi        | ondergrond | partner       | tegenstanders                      | score            |         |
| ---------------- | ---------- | --------------- | ---------- | ------------- | ---------------------------------- | ---------------- | ------- |
| gewonnen finales |            |                 |            |               |                                    |                  |         |
| 1.               | 2019-01-26 | Australian Open | hardcourt  | Rajeev Ram    | Astra Sharma John-Patrick Smith    | 7-6, 6-1         | details |
| 2.               | 2020-02-01 | Australian Open | hardcourt  | Nikola Mektić | Bethanie Mattek-Sands Jamie Murray | 5-7, 6-4, [10-1] | details |
| 3.               | 2021-02-20 | Australian Open | hardcourt  | Rajeev Ram    | Samantha Stosur Matthew Ebden      | 6-1, 6-4         | details |
| verloren finales |            |                 |            |               |                                    |                  |         |
| geen             |            |                 |            |               |                                    |                  |         |

## Resultaten grandslamtoernooien
| Legenda | Legenda                          |
| ------- | -------------------------------- |
| g.t.    | geen toernooi gehouden           |
| l.c.    | lagere categorie                 |
| –       | niet deelgenomen                 |
| G       | uitgeschakeld in de groepsfase   |
| 1R      | uitgeschakeld in de eerste ronde |
| 2R      | uitgeschakeld in de tweede ronde |
| 3R      | uitgeschakeld in de derde ronde  |
| 4R      | uitgeschakeld in de vierde ronde |
| KF      | uitgeschakeld in de kwartfinale  |
| HF      | uitgeschakeld in de halve finale |
| F       | de finale verloren               |
| W       | het toernooi gewonnen            |
| w-v     | winst/verlies-balans             |

### Enkelspel
| toernooi        | 2018 |      | 2020 | 2021 | 2022 | 2023 | 2024 |
| --------------- | ---- | ---- | ---- | ---- | ---- | ---- | ---- |
| Australian Open | –    | 2R   | 2R   | KF   | 4R   | KF   |      |
| Roland Garros   | 1R   | 4R   | W    | 1R   | 1R   | 1R   |      |
| Wimbledon       | –    | g.t. | 4R   | 3R   | 2R   | W    |      |
| US Open         | –    | –    | KF   | 2R   | 1R   | 2R   |      |

### Vrouwendubbelspel
| toernooi        | 2015 | 2016 | 2017 | 2018 | 2019 | 2020 | 2021 | 2022 | 2023 | 2024 |
| --------------- | ---- | ---- | ---- | ---- | ---- | ---- | ---- | ---- | ---- | ---- |
| Australian Open | –    | 2R   | 2R   | 3R   | KF   | HF   | F    | W    | W    | KF   |
| Roland Garros   | 1R   | HF   | 3R   | W    | 1R   | HF   | W    | –    | 1R   | 3R   |
| Wimbledon       | –    | 1R   | 1R   | W    | HF   | g.t. | KF   | W    | –    | KF   |
| US Open         | –    | KF   | 3R   | HF   | –    | –    | 1R   | W    | 2R   |      |

### Gemengd dubbelspel
| Australian Open | –  | 1R | W | W    | W  | –  |
| Roland Garros   | –  | 1R | – | g.t. | 2R | 2R |
| Wimbledon       | 2R | 3R | – | g.t. | –  | –  |
| US Open         | KF | –  | – | g.t. | –  |    |